# Metopius gressitti
Metopius gressitti là một loài tò vò trong họ Ichneumonidae.